# 西多福韦
西多福韦（INN：cidofovir，简称CDV）也称为西多夫韦，是一种广谱抗病毒药物，属开环胞嘧啶脱氧核苷酸类似物，通过抑制病毒DNA聚合酶抑制病毒复制。对人巨细胞病毒有很强的抑制作用。对其他疱疹病毒、腺病毒、人乳头瘤状病毒和痘病毒也有很强的抑制活性。

## 历史
西多福韦由捷克科学家Antonín Holý发现，由吉利德公司开发，1996年6月26日美国FDA批准西多夫韦注射液上市，使用商品名为Vistide ，1997年4月和1998年4月30日先后通过欧盟EMA和澳大利亚TGA批准 。

西多福韦

## 抗病毒谱
西多福韦对多种DNA病毒有广谱抗病毒活性
- 疱疹病毒

西多福韦虽然为广谱抗病毒药物，但在全球范围内仅获批用于治疗人巨细胞病毒（CMV）引起视网膜炎感染
除了人巨细胞病毒，西多福韦还对其他疱疹病毒如单纯疱疹病毒（HSV-1，HSV-2）、水痘带状疱疹病毒、EB病毒、疱疹6型病毒，特别是耐阿昔洛韦的疱疹病毒有抑制作用。对水痘带状疱疹病毒有体外抑制作用，可能受阿昔洛韦更为安全的影响未展开临床试验。
- 多瘤病毒

西多福韦有对JC病毒感染引起的进行性多灶性白质脑病（PML）治疗成功案例，但在对照实验中未发现任何疗效。
对BK病毒也有抗病毒活性。
- 痘病毒

据研究，西多福韦可能具有抗天花病毒活性，其衍生物布林西多福韦(Brincidofovir)获批用于治疗天花和猴痘病毒感染。
- 人类乳头瘤病毒

西多福韦被用于治疗由人类乳头瘤病毒（HPV）引起的疣（外用），并正研究作为乳头状瘤病的补充治疗方案。
- 腺病毒

西多福韦有一定的抗人腺病毒(HAdV)活性，但存在一定肾毒性而不适用于儿童和免疫力低下人群。

## 作用机制
西多福韦为单磷酸胞嘧啶核苷的类似物，在体内吸收进入细胞后，在酶的作用下磷酸化为单磷酸酯、二磷酸酯和磷酸胆碱盐等活性代谢物。
西多福韦的磷酸化作用主要利用宿主细胞内磷酸化酶激酶而非病毒的激酶。西多福韦二磷酸酯通过选择性竞争抑制胞嘧啶，整合于病毒DNA链，使病毒DNA稳定性降低，从而抑制其延长与复制，发挥抗DNA病毒作用
。西多福韦对人DNA聚合酶也有抑制作用，但抑制作用弱于病毒DNA 600-800倍。

## 衍生物

### 布林西多福韦
因西多福韦生物利用率低，和具备肾毒性，不良反应率高。西多福韦经过修饰得到前体药物布林西多福韦(十六烷丙氧基西多福韦)。布林西多福韦在血浆中保持原型，在靶向细胞内产生高水平的西多福韦和其活性形式西多福韦二磷酸酯，抑制病毒DNA聚合酶。其抗病毒活性和作用时间比西多福韦更高。

西多福韦衍生物:布林西多福韦(Brincidofovir)

## 合成
西多夫韦以（S）-2，3-缩异丙叉甘油醛为起始原料，经还原、酰化、缩合、水解、醚化、酯交换、脱三苯甲基保护、水解、脱苯甲酰基保护、酸化等反应制得